# Сушзавод
Сушзавод (рос. Сушзавод) — селище у Черепановському районі Новосибірської області Російської Федерації.
Входить до складу муніципального утворення Іскровська сільрада. Населення становить 19 осіб (2010).

## Історія
Згідно із законом від 2 червня 2004 року органом місцевого самоврядування є Іскровська сільрада.

## Населення
| 2002 | 2007 | 2010 |
| ---- | ---- | ---- |
| 23   | ↘20  | ↘19  |